# بال‌پرنده‌ای بورو
بال‌پرنده‌ای بورو (نام علمی: Troides prattorum) نام یک گونه از تیره پروانه‌های دم‌چلچله‌ای است.